# П'єр Розенберг
П'єр Макс Розенбе́рг (фр. Pierre Rosenberg; 13 квітня 1936, Париж) — французький історик мистецтва. Член Французької академії. Був багаторічним директором Лувру у Парижі. Відомий знавець французького та італійського живопису XVII—XVIII століття. Розенберг користується міжнародною репутацією як дослідник творчості художника Нікола Пуссена.

## Біографія
П'єр Розенберг провів своє дитинство в департаменті Лот і Гаронна та в департаменті Жиронда. Після Другої світової війни закінчив ліцей Карла Великого в Парижі. Здобув вищу юридичну освіту і диплом Школи Лувру, потім пройшов рік стажування в Єльському університеті (1961—1962).
Професійне життя Розенберга тісно пов'язана з Лувром. Він почав свою кар'єру 1962 року як асистент у відділі живопису. Потім він мав два дослідницькі відрядження, одну — до Інституту перспективних досліджень у Принстоні (1977), а другу — до Кембриджського університету (1986). З 1982 д 1984 рік він був президентом Товариства історії французького мистецтва («Société de l'Histoire de l'art français»), а в 1984 році — президентом Французького комітету історії мистецтва («Comité français d'histoire de l'art»). З 1994 року до виходу на пенсію у 2001 році обіймав посаду директора Лувру.

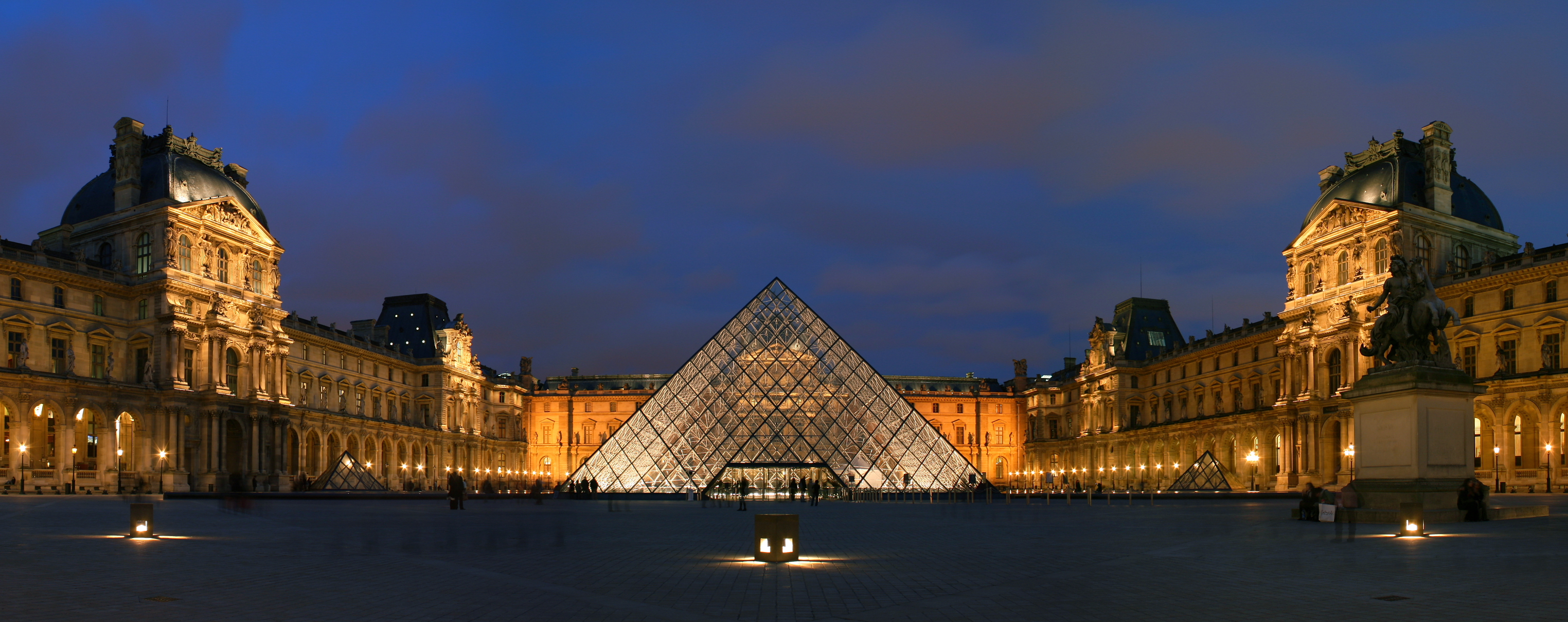
Лувр уночі, лютий 2007 року

На час директорства Розенберга в Луврі падає проект «Гранд Лувр», ініційований Франсуа Міттераном. У рамках цього проекту було реставровано галерею Аполлона та споруджено у дворі Лувру скляну піраміду (архітектор Бей Юймін). З 1989 року вона є головним входом до Лувру.
ГОловними темами досліджень Розенберга був малюнок і живопис у Франції та Італії в XVII—XVIII століттях. Він опублікував історико-критичні каталоги про твори Нікола Пуссена, Антуана Ватто і Жака-Луї Давида.
1995 року Розенберг був названий наступником Анрі Гуйєра у Французькій академії. Він є членом-кореспондентом американської академії мистецтв і наук (з 1990), членом американського Філософського товариства (з 1997 року), почесним членом королівської академії в Лондоні, членом 'національної академії деї Лінчеї і Академії святого Луки, обидва зі штаб-квартирою в Римі, членом Академії мистецтва і дизайну у Флоренції, Атенео Венето та Венеційського інституту науки, письменства й мистецтва у Венеції, а також Академії Клементина в Болоньї.
Розенберг одружений з Беатріс де Ротшильд.

## Виставки
Між 1976 і 1995 роками були проведені ретроспективи від Шардена, Ватто, П'єра Сюблейра, Фрагонара, Лорана де ла Іра і НІкола Пуссена.
- Під поглядом Ґете.  вид. П'єр Розенберг. Два століття французького малюнка у Ваймарі.  Виставка в музеї Жакмар-Андре у Парижі. 2005.
- Пуссен і природа.  Виставка музей витончених мистецтв, Більбао. 2007/08.

## Публікації
Розенберг був одним із засновників часопису Revue de l'art і співредактором журналів Artibus et Historiae, Dialoghi, Museum Management and Curatorship та Revue du Louvre.
- Le XVIIe français. Paris 1976
- Tout l’œuvre peint de Watteau. Paris 1982, ISBN 2-08-010243-5
- Watteau: 1684—1721. Mit Morgan Grasselli. Berlin 1985, ISBN 3-87584-144-1
- Le chat et la palette. Le chat dans la peinture occidentale du XV. au XX. siècle. Mit Élisabeth Foucart-Walter. Paris 1987
- Laurent La Hyre. 1606—1656. L'homme et l'œuvre. Ausstellung in Grenoble, Rennes, Bordeaux, Genf 1988
- Catalogue raisonné des dessins de Poussin. Mit Louis-Antoine Prat. Mailand 1995
- Du dessin au tableau: Poussin, Watteau, Fragonard, David et Ingres. Paris 2001
- Jacques-Louis David 1748—1825. Catalogue rais. des dessins. Mit Louis-Antoine Prat. Mailand 2002
- De Raphaël à la Révolution. Les relations artistiques entre la France et l'Italie. Mailand 2005, ISBN 88-7624-006-3
- Dictionnaire amoureux du Louvre. Plon, Paris 2007, ISBN 978-2-286-04003-1